# Erik Benzelius den yngre
Erik Benzelius den yngre (27. januar 1675 - 23. september 1743) var en svensk teolog og politiker, søn af Erik Benzelius den ældre, bror til Jacob og Henric Benzelius. 
Under flerårige studier i udlandet (især i Tyskland) fremdrog han en mængde gamle håndskriftskatte og knyttede gode forbindelser med fremragende lærde. Hjemkommen blev han 1702 universitetsbibliotekar i Uppsala, 1723 professor i teologi, 1726 biskop i Göteborg, 1731 i Linköping, og 1742 udnævntes han til ærkebiskop. I hele sin Uppsalatid stod han i livlig forbindelse med både ind- og udlandets lærdeste mænd. I Uppsala samlede han sine kolleger til "konferencer", som blev den første begyndelsen til "Vetenskapssocieteten i Uppsala", landets første lærde selskab, hvorfra Benzelius’ første videnskabelige skrifter udgik (Dædalus hyperboræus 1716—18 og Acta litteraria sueciæ fra 1720). 
Som bibliotekar havde han utrættelig øget og ordnet bibliotekets samlinger, og som videnskabsmand udgav han talrige kildeskrifter og tekstkritiske udgaver af gamle forfattere. Af disse arbejder må nævnes Monumenta Vetera Ecclesiæ Suiogothicæ (1709, 1710 og 1713) og Diarium Wazstenense (1721). Han gjorde store forarbejder til en udgave af Philo Judæus men kunde ikke finde nogen forlægger. Af Ulfilas bibel besørgede han en forbedret udgave, og han forberedte en stor svensk bibliografi, et svenskt diplomatarium, et Bullarium Romanum og Statuta Synodalium. Hans store litterære efterladenskaber gemmes dels i Linköping, dels i Uppsala. 
Benzelius var desuden en udmærket forelæser (i litteraturhistorie og historie), og hans kritiske sans var skarp og vågen. Som biskop opfordrede han sine præster til at studere almuens landsmål. Benzelius deltog desuden livligt i det politiske liv. Han sad i 6 rigsdage (i de to sidste som præstestandens formand). Han hørte til Hattenes betydeligste mænd og var med til at fremkalde krigen med Rusland 1741, hvis ulykkelige gang meget pinte ham. Benzelius slog kraftigt til lyd for en søvej tværs over Mellemsverige. Han var gift med en søster til Emanuel Swedenborg.